# Göran Norström
Göran Norström, född 1 maj 1928 i Sandviken, död 25 oktober 2016 i Sandviken, var en svensk författare, journalist, konstnär och jazzpianist.

## Biografi
Norström debuterade med 1966 års novellsamling Promenaderna. Därefter följde några års tystnad innan han 1974 utkom med Glasburen. Samma år fick han Rörlingstipendiet. Utgivningen fortsatte och 1976 kom Syrenbersån och andra noveller, 1978 Svinskogen och 1979 Bilder från bruket.
Under 1980-talet började Norström skriva barn- och ungdomslitteratur, varvat med litteratur för vuxna. 1980 utkom barn- och ungdomsromanen Hemligstället, följd av vuxenromanen Pukevind och honung (1981), Hemligresan (1981), Hemligskogen (1982), Guds grammofon (1984), Bilden (1984), (M)ordet (1985), Järnvägsbron (1985), Månbryggan (1986) och Försvinnandet (1986).
I slutet av 1980-talet inledde Norström en serie barn- och ungdomsböcker med titeln Tepper-gänget. Först ut var Tepper-gänget och spionen (1987), följd av  Tepper-gänget och stickspåret (1988), Tepper-gänget och soldaten (1988), Tepper-gänget och skådespelaren (1989) samt Tepper-gänget och sextetten (1990). Norström skrev även böckerna Skördefesten (1990), Tunneln (1991), Morfar och Daniel (1991) och Smugglare (1993) under samma period.
I sina böcker använde Norström ömsint och ärligt gästrikemiljön kring Gävle, födelsebruket i Sandviken och i synnerhet trakterna kring Järbo och Kungsfors med vilka han var mycket förtrogen sedan sin tid som ortskorrespondent för Gefle Dagblad.
I framförallt de många novellerna skildrar han människans utsatthet, oavsett om den yttre miljön är Järboskogen eller en syrénberså på Götgatan i Sandviken. 
I romanen Pukevind och honung (1981) skildrar han i mytens form och med stor humor människorna i byarna runt Kungsberget och låter dessa uppleva makalösa ting i sin vardag.
Göran Norström har också skrivit ett tjugotal TV-, radio- och scenpjäser samt ett antal novellfilmer där han också svarat för regi. Filmerna har bland annat visats i svensk television. Bland novellfilmerna finns Syrenbersån och Sportfiskaren.

## Priser och utmärkelser
- 1974 – Rörlingstipendiet
- 1989 – Östersunds-Postens litteraturpris